# Wunnebad
Das Wunnebad ist ein öffentliches Freizeitbad in Winnenden im Rems-Murr-Kreis. Es besteht aus einer Kombination aus Hallenbad, Freibad und Saunalandschaft und liegt am Stadtrand im Zipfelbachtal in der Nähe des Klinikums.

## Geschichte
Entworfen wurde das Wunnebad vom Architekten Horst Haag.
Obwohl der Gemeinderat den Namen Badezentrum Zipfelbachtal beschlossen hatte, wurde das Bad noch vor der Eröffnung auf einen Vorschlag von Jürgen Brauerhoch hin in Wunnebad umbenannt. Das Richtfest fand 1990 statt, eröffnet wurde das Bad am 14. Juni 1991. Es war damit das erste Freizeitbad in der Region Stuttgart. Das Wunnebad ersetzt das bisherige Winnender Freibad aus dem Jahr 1926. Das Beachvolleyball-Feld des Bades war bei der Eröffnung das erste dieser Art im Rems-Murr-Kreis.
In der Wintersaison 1998 wurde erstmals die Eisbahn installiert. Im Zuge des Neu- und Umbaus von 2021 bis 2025 wurde die Eisbahn demontiert und es wurde auch kein Ersatz beschafft.
Im Jahr 2016 fand eine Sanierung der Duschanlagen im Innenbereich mit Gesamtkosten von 340.000 EUR statt. In den Jahren 2021–2025 wurde das Wunnebad umfassend saniert. Die Baukosten lagen bei über 30 Millionen EUR.

## Beschreibung
Das Wunnebad mit einer Gesamtwasserfläche von über 2000 m² besteht aus:
- Hallenbad:
  - Schwimmbecken mit Sprudelliegen, Massagedüsen
  - Kinderplanschbecken
  - Ausschwimm-Kanal zum Freibad
- Freibad mit einer Gesamtfläche von 46.000 m²:
  - Erlebnisbecken mit Wasserrutsche (Länge 56 m), Strömungskanal
  - 50-Meter-Sportbecken
  - Sprungturm-Becken
  - Kinderplanschbecken mit Badeschiff
  - Beachvolleyball- und Beachsoccer-Plätze
  - Spielplatz mit separatem Matschbereich
  - Grillstelle
  - Gastronomiebereich

Die Rutsche des Wunnebads ist die längste Rutsche in einem Freibad im Rems-Murr-Kreis.
- Saunalandschaft:
  - Dampfbad
  - Tepidarium
  - Biosauna
  - Blockhaussauna
  - Trockensauna
  - Tauch- und Außenbecken
  - Bistro

Das Bad wurde bis 2014 von der Stadt Winnenden betrieben, seither wird es von den Stadtwerken betrieben. Das Hallenbad und die Saunalandschaft haben ganzjährig geöffnet. Das Freibad hat im Sommerhalbjahr komplett geöffnet, im Winterhalbjahr ist seit 2008 das 50-Meter-Sportbecken geöffnet. Das Wunnebad ist damit das einzige Bad in der Region mit einem im Winter geöffneten Freibecken.

## Sonstiges
Das Wunnebad ist Wettkampfstätte für Triathlonveranstaltungen, es findet jährlich der Winnender Schultriathlon statt, der vom Württembergischen Triathlonverband mitveranstaltet wird. Regelmäßig nehmen über 1.400 Kinder und Jugendliche an dieser Veranstaltung teil. Damit handelt es sich um den größten Schultriathlon Süddeutschlands.
Regelmäßig finden im Bad Wettbewerbe im Swim & Run statt, so fanden hier 2012 und 2016 die vom Württembergischen Triathlonverband durchgeführten Landesmeisterschaften statt.
Die Triathleten des VfL Waiblingen benutzen das Bad als Trainingsstätte. so wie die Schwimmsportler des SV Waiblingen.
Das Wunnebad ist regelmäßige Trainingsstätte des Extremschwimmers Oliver Halder, der auch Ausrichter der Bodenseequerung ist.
Beim Amoklauf von Winnenden wurden Verletzte in das Wunnebad gebracht und dort behandelt.